# Mihai Romilă
Mihai Romilă (* 1. Oktober 1950 in Huși; † 27. Juni 2020) war ein rumänischer Fußballspieler. Er bestritt 324 Spiele in der höchsten rumänischen Spielklasse, der Divizia A.

## Karriere
Aus der Jugend von CSMS Iași hervorgegangen wechselte Romilă im Jahr 1968 zum Lokalrivalen Nicolina Iași in die Divizia C. Er wurde auf Anhieb Stammspieler und kämpfte mit seiner Mannschaft um den Aufstieg in die Divizia B. In der Winterpause 1969/70 wechselte er eben dorthin zu Gloria Bârlad, musste mit seinem neuen Verein am Saisonende aber absteigen. Er schloss sich daraufhin dem Ligakonkurrenten ASA Sibiu an.
Im Sommer 1971 kehrte Romilă zu seinem Heimatverein zurück, der mittlerweile als Politehnica Iași firmierte und in der Divizia A spielte. Er debütierte im Oberhaus am 29. August 1971 im Auswärtsspiel gegen Farul Constanța. Am Saisonende belegte er mit seinem Team lediglich den vorletzten Tabellenplatz und musste absteigen. Ein Jahr später – Romilă hatte sich in der Zwischenzeit als Stammkraft im Mittelfeld etabliert – gelang ihm die Rückkehr in die höchste Spielklasse. In den folgenden Jahren kämpfte er mit dem Klub stets um den Klassenverbleib. Obwohl der mittlerweile zum Nationalspieler aufgestiegen war, blieb er dem Verein zwölf Jahre lang verbunden und wechselte zu keinem der rumänischen Spitzenklubs. Die besten Platzierungen in dieser Zeit sind zwei achte Plätze in den Spielzeiten 1976/77 sowie 1979/80. Der größte Erfolg im rumänischen Pokal datiert aus der Saison 1977/78, als Romilă mit seiner Mannschaft unter anderem Steaua Bukarest ausschalten konnte und ins Halbfinale einzog. Dort schied er gegen den späteren Sieger Universitatea Craiova aus. Am Ende der Spielzeit 1980/81 stand erneut ein Abstieg aus der Divizia A, dem erneut der direkte Wiederaufstieg folgte.
Im Sommer 1983 verließ Romilă Iași und wechselte zum Ligakonkurrenten Dunărea CSU Galați. Am Jahresende beendete er seine aktive Laufbahn.

## Nationalmannschaft
Romilă bestritt zwischen 1975 und 1979 insgesamt 19 Spiele für die rumänische Nationalmannschaft und erzielte dabei ein Tor. Er debütierte am 17. Dezember 1975 im abschließenden Qualifikationsspiel zur Europameisterschaft 1976 gegen Schottland. Nach dem folgenden Spiel gegen Frankreich am 24. März 1976 war seine Zeit im Nationalteam vorübergehend wieder beendet, da Nationaltrainer Ștefan Kovács zunächst nicht auf ihn setzte.
Ein Jahr später kehrte Romilă im Freundschaftsspiel gegen die DDR am 27. April 1977 in den Kreis der Tricolorii zurück. Er kam regelmäßig zum Zuge, verpasste aber die Qualifikation zur Weltmeisterschaft 1978. Am 1. Juni 1979 bestritt er gegen die DDR sein letztes Länderspiel.

## Erfolge
- Aufstieg in die Divizia A: 1973, 1982